# Årta
Årta (Spatula querquedula) är en fågel inom familjen änder. 

## Utseende och läte
Årtan är något större än kricka med en längd på 37 till 41 centimeter och ett vingspann på 59 till 67 centimeter. Den väger mellan 290 och 480 gram. Den har en förhållandevis lång näbb och en tydligare utstickande stjärt än exempelvis krickan vilket ger den en något låg och långsträckt profil när den simmar. Dess färgskala går i ljust grått och brunt. Den adulta hanens huvud och hals är rödbruna med fin vit vattring. Bröstet är vattrat i mörkt beige med en rödaktig ton. Kroppssidorna, buken och de övre vingtäckarna är ljust blågrå. Vingspegeln är grågrön och fågeln har kraftiga vita ögonbrynsstreck som möts långt bak i nacken.
Honan är ljusare och vattrad i beige, grått och vitt. Ryggen är svartbrun med rostgrå fjäderkanter, buken ljus, hals och huvud ljust brungrå. Övre vingtäckarna är mörkgrå och den har en grå vingspegel som är omgiven av ett vitt band framför och i bakkant. Den har ljusare grå näbb än hanen och ett mindre tydligt ljust ögonbrynsstreck och en ljus prick ovanför näbbroten vilket ger den ett mörkt streck som går genom ögat.
Dess läte är karaktäristiskt torrt knirrande som brukar jämföras med lätet av att man drar fingret mot en kam.

## Utbredning
Årtan är en utpräglad flyttfågel som häckar lokalt över större delen av tempererade och boreala Västpalearktis från Västeuropa till östra Asien. I Europa häckar den lokalt i en rad länder så långt söderut som till de norra Medelhavsområdena. Den övervintrar i nordliga tropiska områden i Öst- och Västafrika, i södra Asien och i Sydostasien. Den flyttar på bred front. I Afrika uppträder den vintertid som strykfågel och flyttar i förhållande till flodområden som svämmar över under olika tidpunkter under säsongen.

### Förekomst i Sverige
I Sverige häckar den ganska sällsynt, men förekommer från Skåne och åtminstone upp till Gästrikland, och med ett ytterligare bestånd i Västerbottens och Norrbottens kustland. I Sverige uppskattas det finnas 600 häckande individer.

## Systematik
Som andra simänder har den traditionellt placerats i släktet Anas, men DNA-studier visar att skedanden tillsammans med exempelvis årta och några andra arter utgör en tydligt åtskild klad inom detta släkte. Denna klad kan möjligen stå närmare de sydamerikanska andarterna i släktena Tachyeres, Speculanas, Lophonetta och Amazonetta än resten av Anas. De allra flesta internationella taxonomiska auktoriteter bryter därför ut skedanden med släktingar till det egna släktet Spatula. Svenska BirdLife Sveriges taxonomikommitté följde efter 2022.

## Ekologi

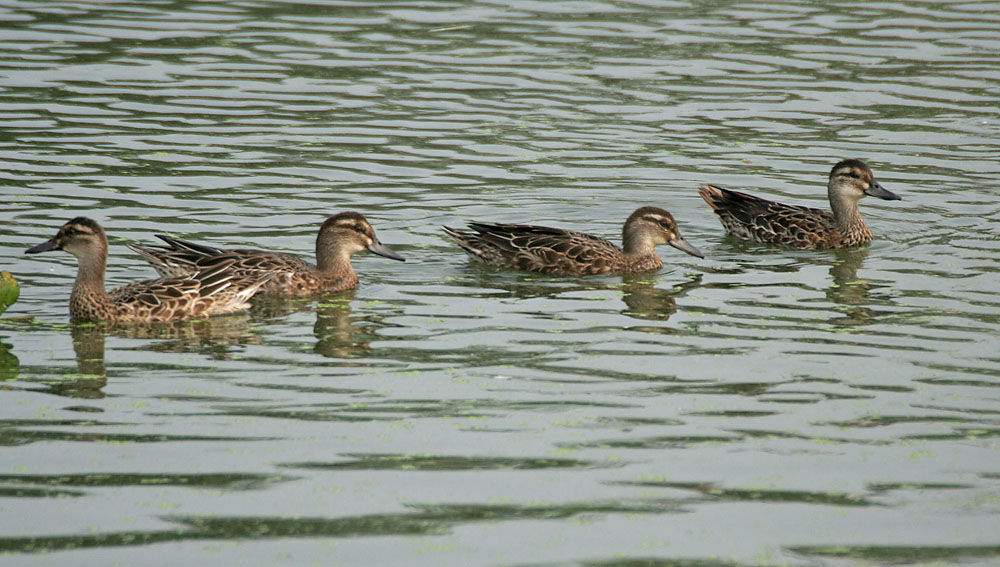
Honor i vinterkvarteret i Indien.

### Habitat
Under häckningssäsongen föredrar den små bevuxna, näringsrika, grunda dammar och sjöar med gott om flytande och uppstickande vegetation, och riklig strandvegetation i våtmarksområden som domineras av gräs, som sumpängar, översvämmade åkrar och grunda sötvattenkärr. Under vintern föredrar den stora sötvattenssjöar, ibland även brackvatten, även här med gott om flytande och uppstickande vegetation, och riklig strandvegetation. Den uppträder även på grunda översvämmade flodområden och i grunda dammar. Under flytten uppträder den vid kustnära salta våtmarker och deltan och kan dagtid vila i skyddade marina inlandsvatten.

### Häckning och flyttning
Utanför häckningssäsongen uppträder årtan ofta socialt i mindre eller större flockar. Under flytten är flockar med flera hundra individer inte ovanliga och flockar med flera tusen individer är inte ovanliga i vinterkvarteren i Afrika och Asien. Vårflytten inleds i februari och anländer sina häckningsområden parvis från mitten av mars till början av maj. Den häckar första gången vid ett års ålder och bildar nya par varje häckningssäsong. Under häckningen kan den vara mycket territoriella och håller sig med ett ganska stort revir som de försvarar häftigt mot artfränder. Det förekommer även häckningsområden med grupper av årtor.

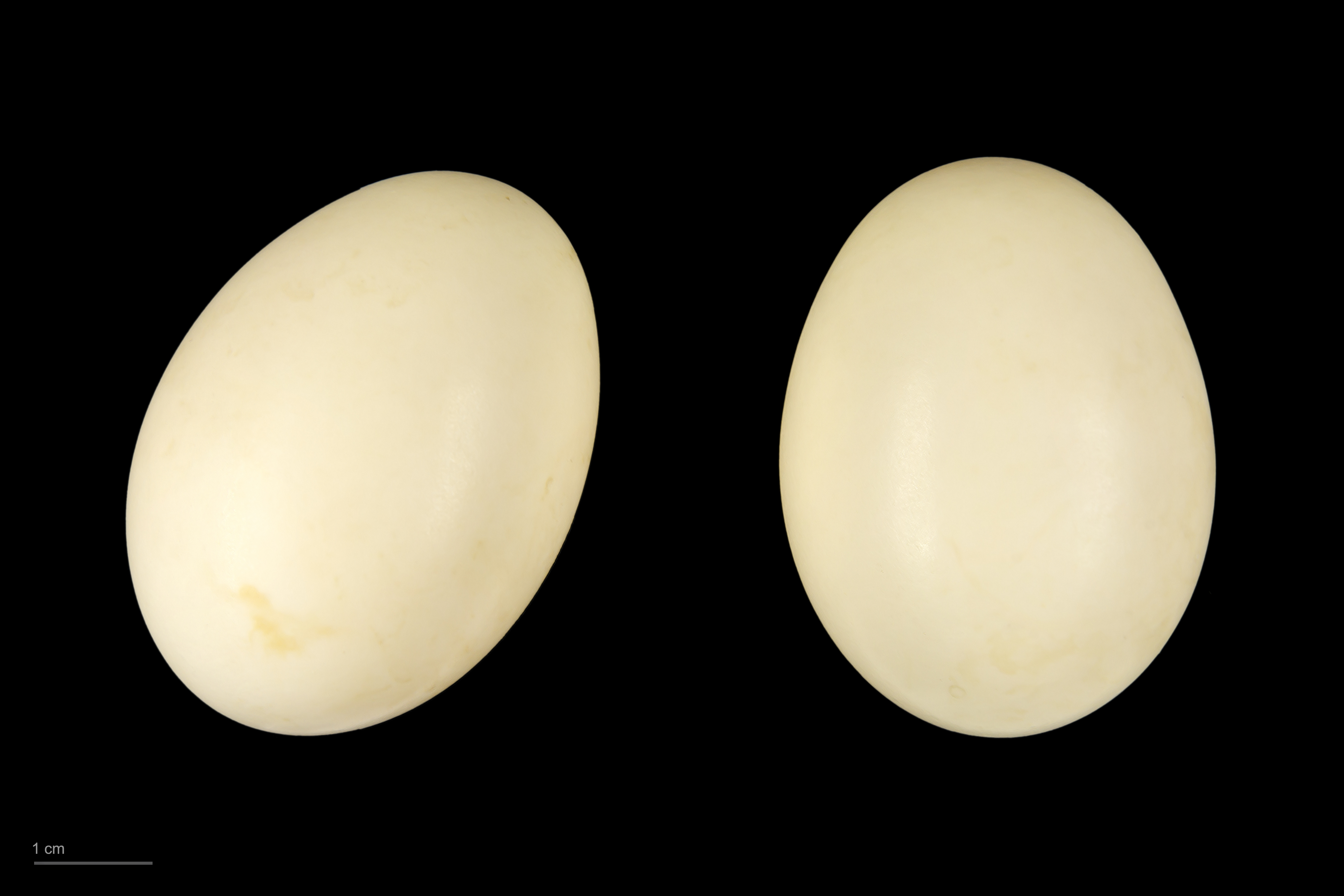
Ägg från årta.

Årtan lägger en kull per säsong. Boet är en skålformig fördjupning i marken som fodras med gräs och dun, och boet placeras sällan mer än 150 meter från vatten, utan oftast inom 20 meter. Honan lägger vanligtvis åtta till nio beige ägg, upp till elva förekommer, som hon ruvar i 21-23 dagar. Ungarna tas om hand av honan och blir flygga efter 35–40 dagar.
Efter häckningen genomgår de adulta fåglarna en ruggningsperiod som gör dem flygoförmögna under tre till fyra veckor, där hanar ruggar mellan mitten av juli till mitten av augusti och honorna från mitten av augusti till september. Många flyttar först en viss sträcka till en fördelaktig rastplats där ruggningen genomförs, där Volgadeltat utgör ett mycket viktig rastområde. Höstflytten inleds i slutet av juli och sträcket når sitt maximum i Europa och Egypten i augusti eller början av september. Den når östra och västra Afrika i början av september med ett maximum i oktober. Under flytten som sker nattetid, vilar den dagtid på öppna vatten.

### Föda

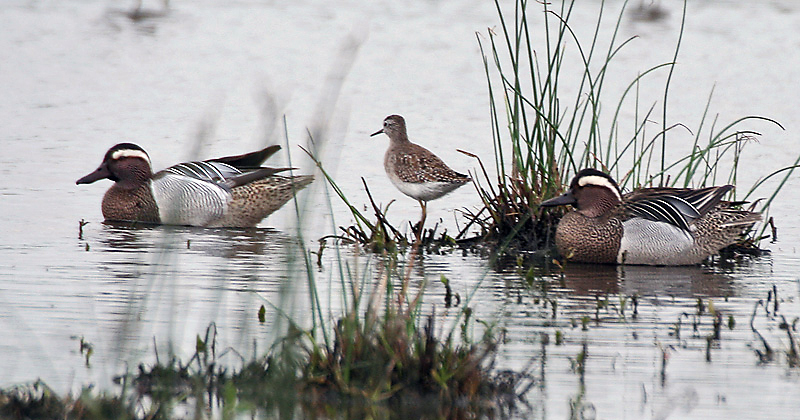
Två hanar i vinterkvarteret i Indien.

Under häckningsperioden är årtan allätare men huvudfödan är animalisk och utgörs av insekter och dess larver, kräftdjur, blötdjur men den äter även frön och vattenväxter. Vintertid lever den främst av vegetarisk föda och domineras av frön från växter som nate, starr, halvgräs, vildris och gräs. Framförallt föredrar den frön från Echinochloa colona, Nymphea micranthia och Nymphea lotus. De tar sin föda direkt från vattenytan eller mycket grunt under ytan. De födosöker genom att simma med utsträckta hals och placera huvudet delvis under ytan. Den födosöker både dagtid och nattetid.

## Årta och människa

### Hot och status
På häckningsplats utgörs största hoten av habitatförstöring genom torrläggning och uppodling av våtmarker. Andra hot är förändrade vattennivåer, mänsklig störning, blyförgiftning och botulism. Ett annat hot utgörs av jakt. Mer än 500 000 årtor skjuts årligen i Ryssland, Ukraina, Frankrike och Polen. Den jagas även i Danmark men det finns studier som indikerar att det rör sig om ett hållbart jakttryck. Den introducerade minken utgör lokalt ett stort hot som bopredator. I sina vinterkvarter är största hoten habitatförstöring, exempelvis på grund av dammbyggen, våtmarker som växer igen och ökenspridning.
Årtan har ett mycket stort utbredningsområde och en mycket stor population som uppskattas till mellan 2,6 och 2,8 miljoner individer. Trots att utvecklingstrenden är negativ bedöms den inte vara hotad utan kategoriseras som livskraftig av IUCN. I svenska Artdatabankens rödlista från 2020 kategoriseras den dock som sårbar (VU).

### Namn
Det svenska trivialnamnet och det vetenskapliga namnet querquedula anses vara ljudhärmande och syfta på hanens läte om våren. Historiskt har namnen årta och kricka på olika språk, även svenska, varit starkt förknippade med varandra och används synonymt för flera olika mindre änder. Detta märks än idag på att trivialnamnet för kricka på flera latinska språk, exempelvis italienska cerceta, är avledningar från latinska querquedula och grekiska kerkithalis som betyder "årta".